# ریدن (هلند)
ریدِن (به هلندی: Rheden) یک شهرستان در هلند است که در خلدرلاند واقع شده‌است. ریدن ۲۸ متر بالاتر از سطح دریا واقع شده‌است.

## خواهرخوانده
شهر بورگدورف (هانوفر) خواهرخواندهٔ ریدن (هلند) هست.

## نگارخانه

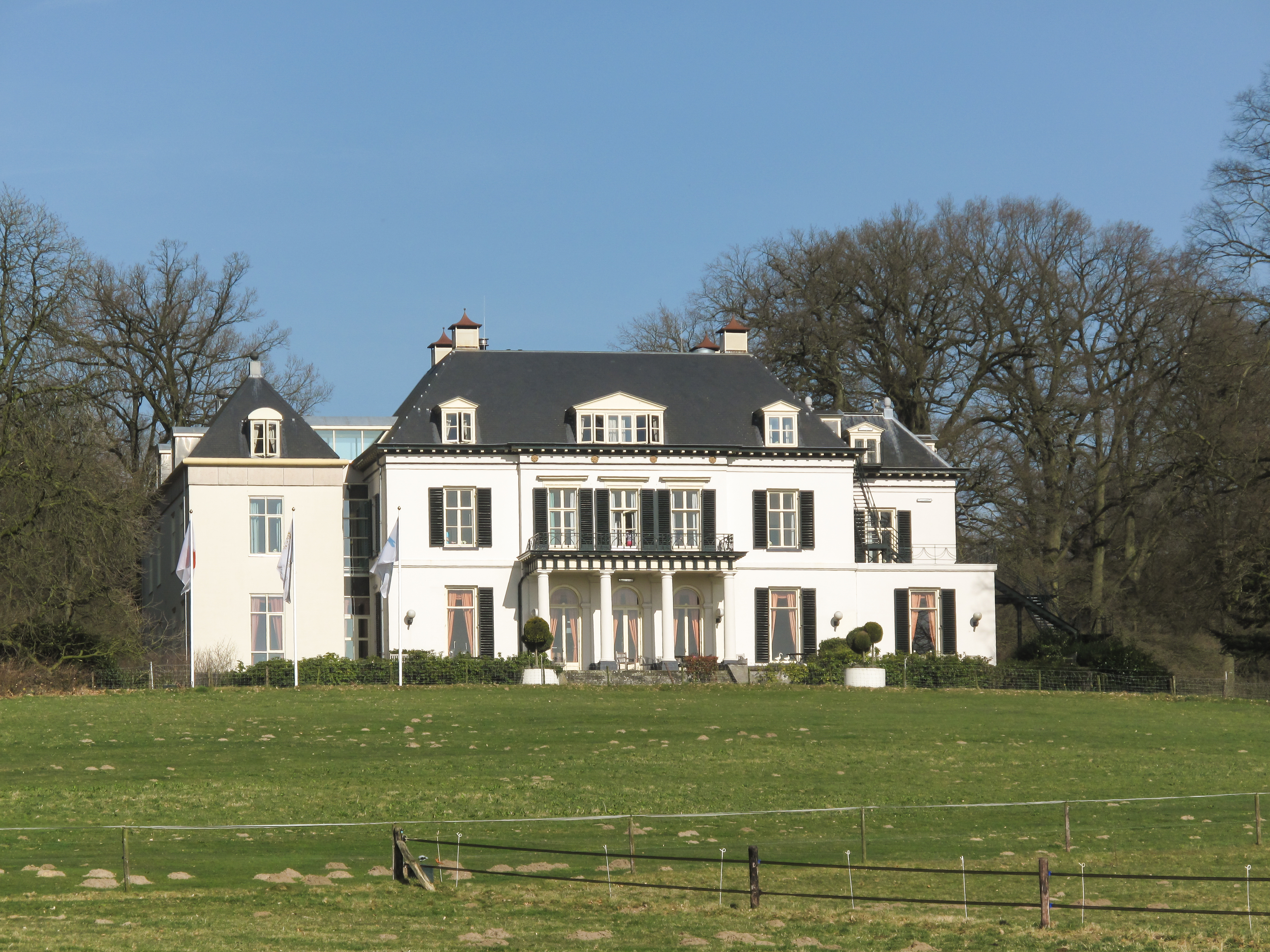
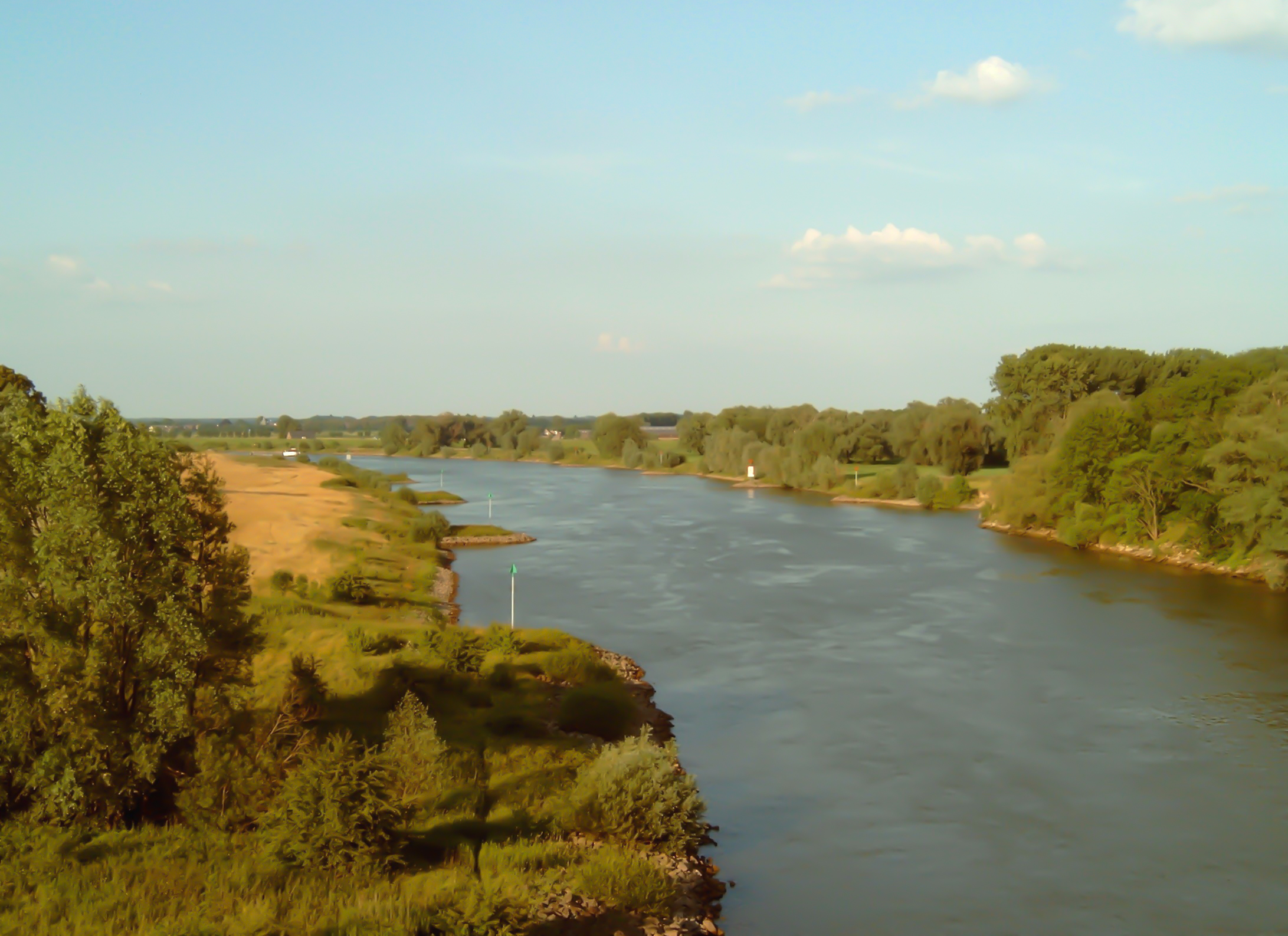
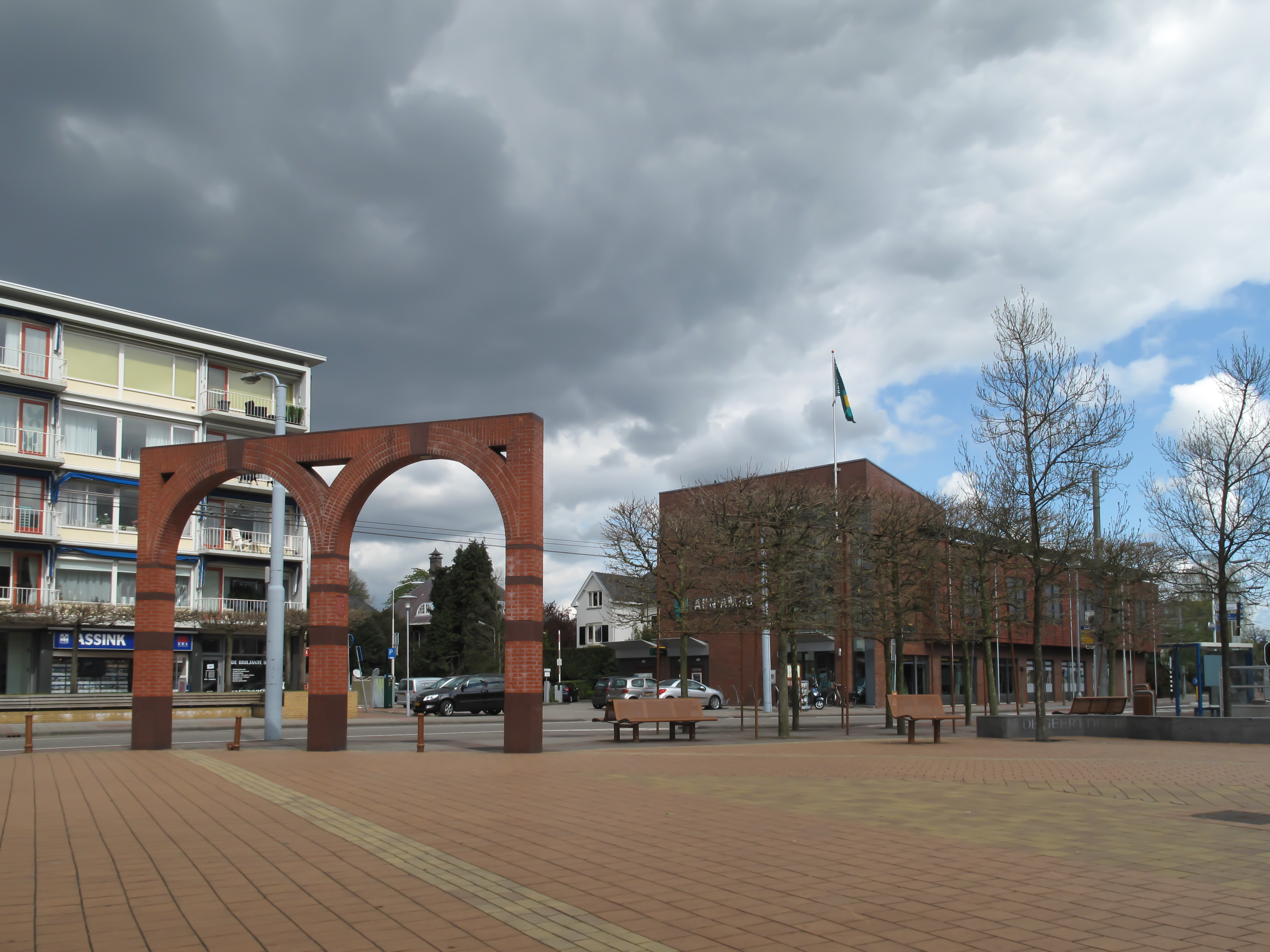
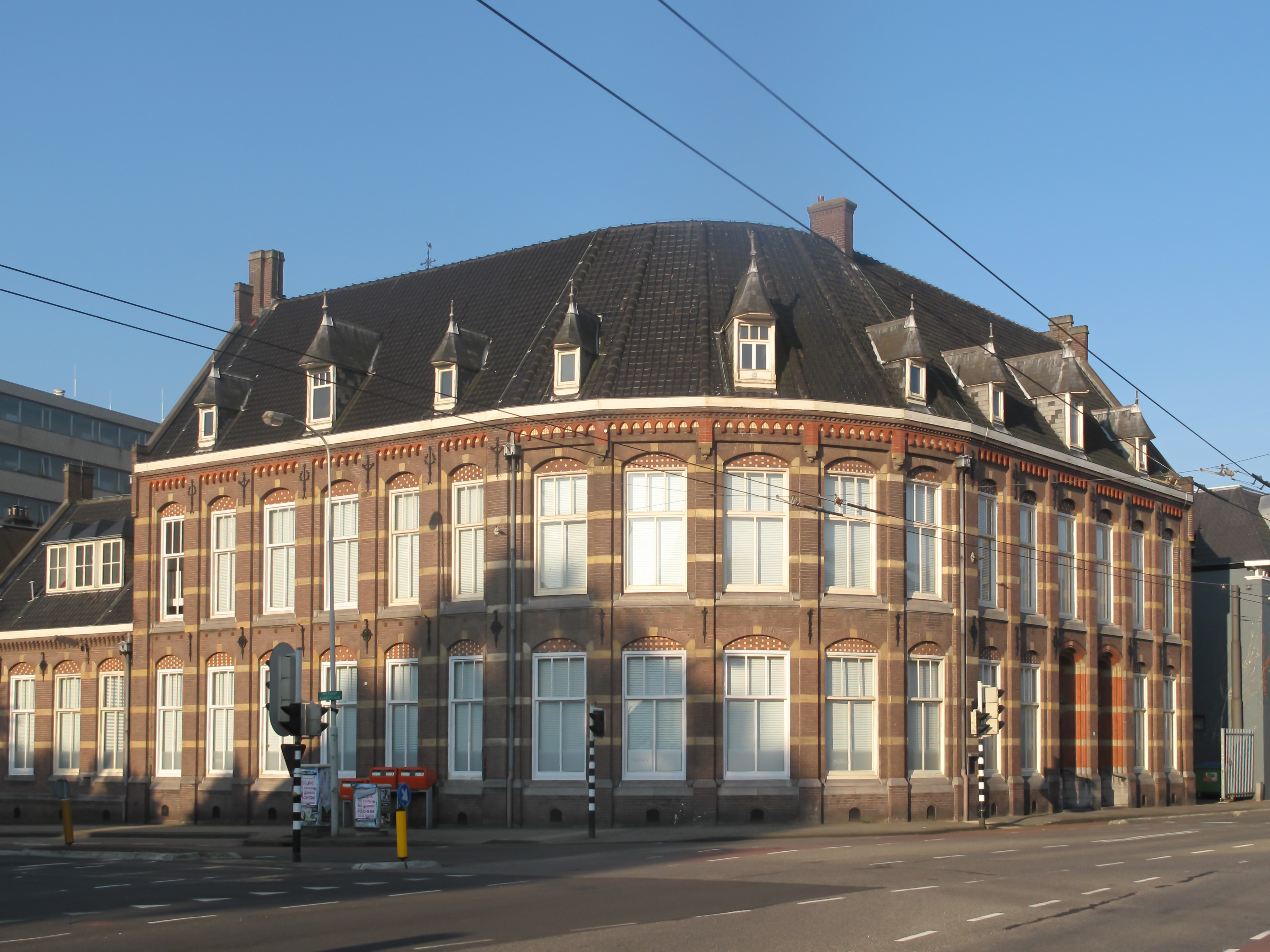
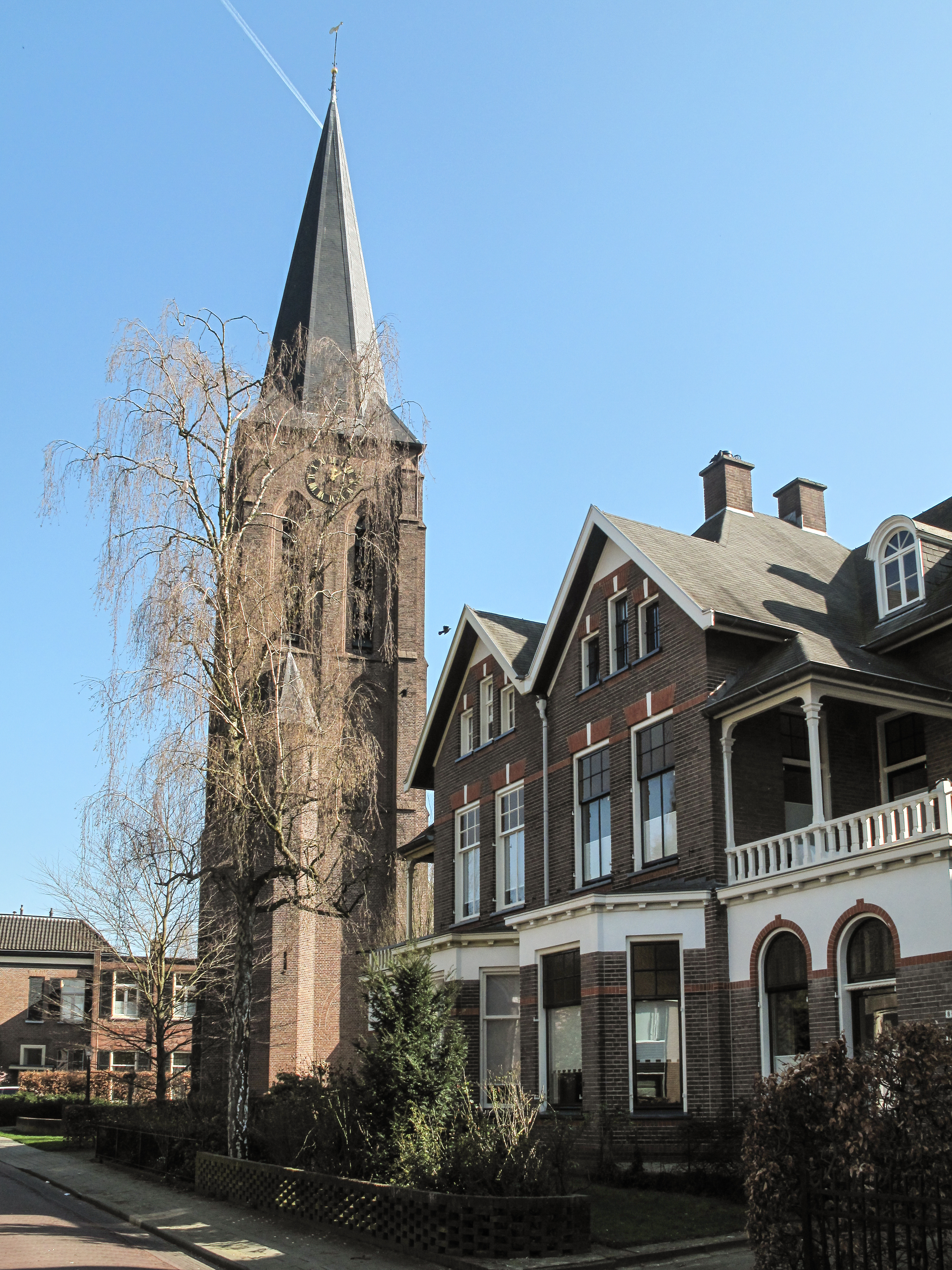
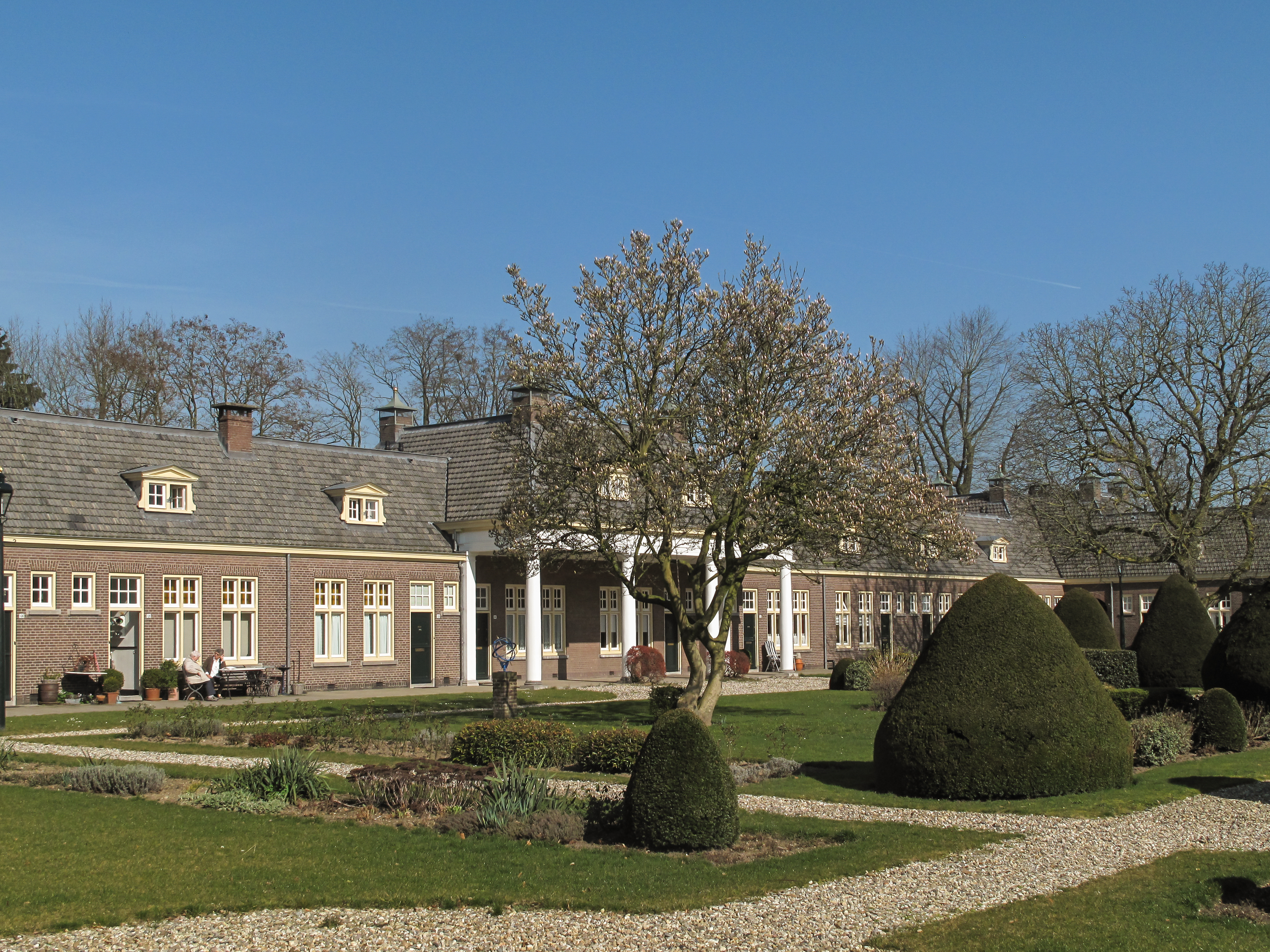
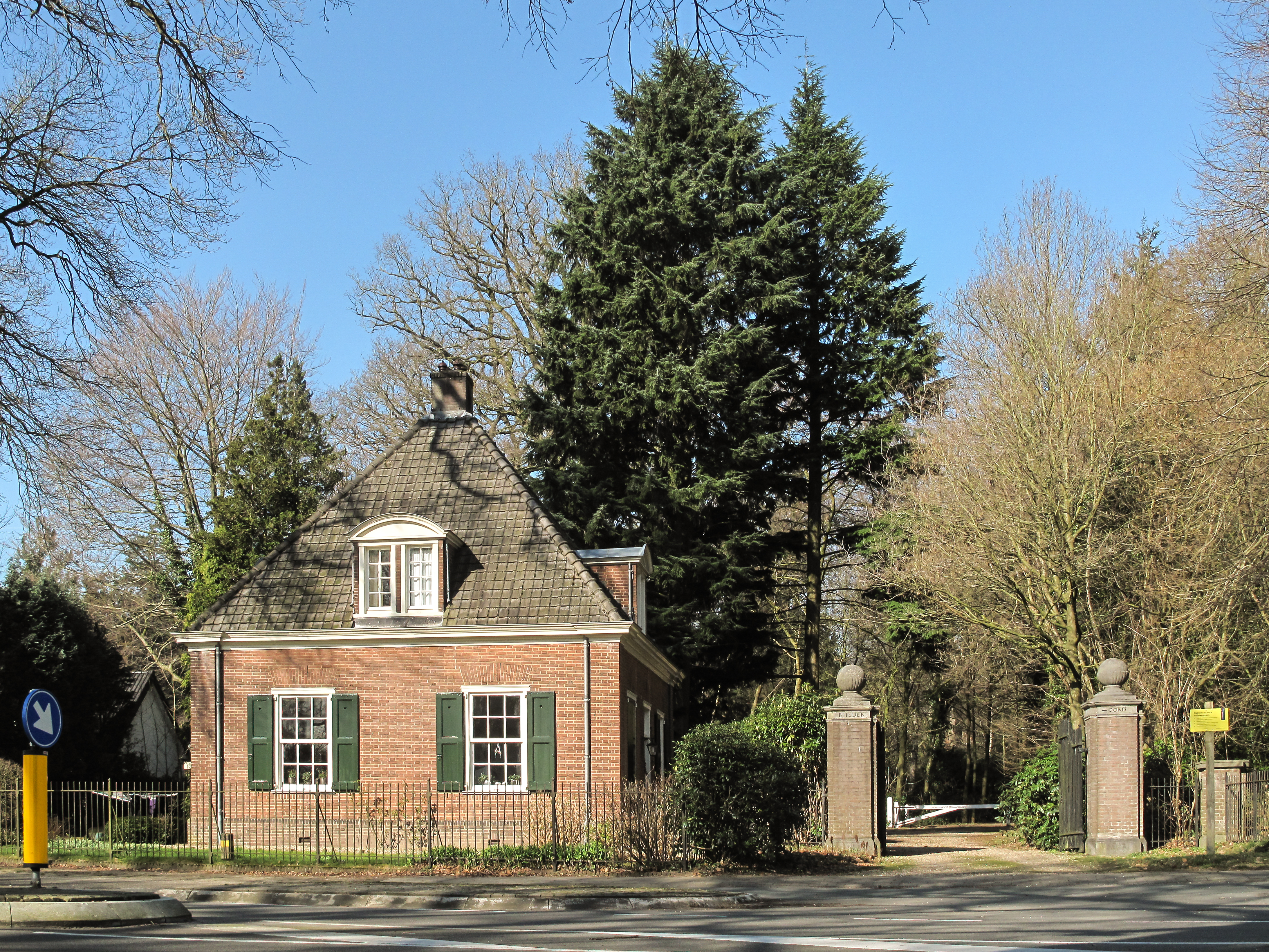
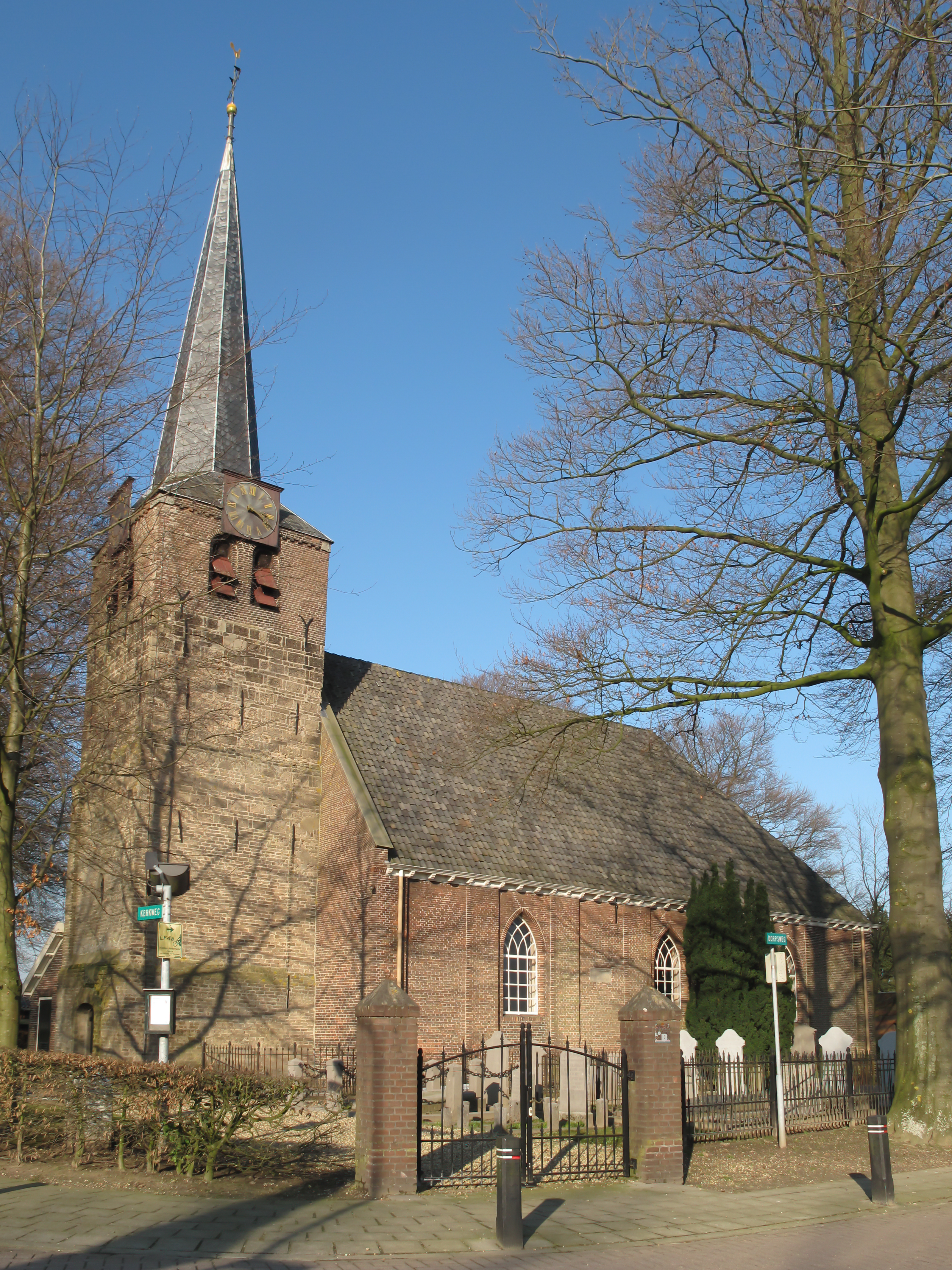